# Агент Картер (2-й сезон)
«Аге́нт Ка́ртер» (англ. Marvel's Agent Carter) — американский телевизионный сериал, созданный на основе комиксов Marvel, с Хэйли Этвелл в главной роли агента Пегги Картер, которая работает в 1946 году. Сериал вышел на ABC в сезоне 2014—2015 годов. В отличие от «Агентов „Щ.И.Т.“», в сериале представлено одно дело на сезон, без так называемого «case-of-the-week».
7 мая 2015 года сериал был продлён на второй сезон. Второй сезон вышел на канале ABC 19 января 2016 года во время сезонного перерыва «Агентов Щ.И.Т.» и состоит из 10 серий. Несмотря на положительную критику, из-за низких рейтингов 12 мая 2016 года ABC объявили о закрытии сериала «Агент Картер».

## Эпизоды
| № общий | № в сезоне | Название                                            | Режиссёр            | Автор сценария                              | Дата премьеры   | Зрители в США (млн) |
| --- | ---------- | --------------------------------------------------- | ------------------- | ------------------------------------------- | --------------- | ------------------- |
| 9 | 1          | «Дама в Озере» «The Lady in the Lake»               | Лоуренс Триллинг    | Брант Энглстайн                             | 19 января 2016  | 3.18                |
| Дотти Андервуд вместе со своими людьми приходит в банк с целью ограбить его, но С.Н.Р. ловит их с поличным и арестовывает. Джек переправляет Пегги в Лос-Анджелес в помощь Суза, который вместе с детективом Генри расследует таинственное убийство. Тело жертвы, Джейн Скотт, находится полностью во льду, который каким-то образом не тает в жару, и светится в темноте. Пегги проникает в здание, где расположен экспериментальный ускоритель частиц, и узнаёт, что Джейн Скотт работала там и имела роман с Кэлвином Чедвигом, богатым и влиятельным лицом. Поговорив с ним, Пегги понимает, что он что-то скрывает. Выясняется, что Генри убил Джейн, скопировав почерк другого убийцы, и что его наняли для этого дела. Детектив замерзает и рассыпается от выстрела полицейского, которому позже заплатил Чедвик. Дотти прямо из здания С.Н.Р. забирает к себе ФБР. Серия заканчивается смотрящим на аппарат с чем-то с названием "Нулевая материя" доктором Уилксом. |            |                                                     |                     |                                             |                 |                     |
| 10 | 2          | «Вид в Темноте» «A View in the Dark»                | Лоуренс Триллинг    | Эрик Пирсон и Линдси Аллен                  | 19 января 2016  | 3.18                |
| Пегги и Джарвис в спарринге. Труп похищен, лаборатория перекрыта. Совет девяти отстраняет Кэлвина Чедвика от «науки», веля сосредоточиться на выборах в сенат. У Пегги и Уилкса деловое свидание, он передаёт ей киноплёнку со снятым ядерным взрывом, после которого, в результате аномалии, осталась нулевая материя, потом они убегают от киллеров и целуются. Жена Чедвика – актриса Уитни Фрост – требует от Уилкса образец нулевой материи, склянка разбивается, часть материи попадает в неё. |            |                                                     |                     |                                             |                 |                     |
| 11 | 3          | «Лучшие Ангелы» «Better Angels»                     | Дэвид Плэтт         | Хосе Молина                                 | 26 января 2016  | 2.90                |
| Говард Старк рассказывает о клубе «Арена», члены которого носят булавки с буквой «А». В Лос-Анджелес прибывает Джек Томпсон. На пропавшего Уилкса-«коммуниста» вешают всех собак, вокруг Пегги образуется антигравитация, Старк аэрозолем сделал видимым призрак Уилкса. Томпсон передаёт киноплёнку Вернону Мастерсу и знакомится с Чедвиком. Уитни заставляет мужа отправить Руфуса Ханта убить Пегги, но той удаётся спастись. Выясняется, что Уитни Фрост – эксперт по нулевой материи Агнес Калли. |            |                                                     |                     |                                             |                 |                     |
| 12 | 4          | «Дым и Зеркала» «Smoke & Mirrors»                   | Дэвид Плэтт         | Сью Чанг                                    | 2 февраля 2016  | 2.77                |
| Уитни поглотила режиссёра и испытывает свои способности на крысах, шрам у неё на лбу разрастается. Пегги и Джарвис схватили Ханта, Суза помогает его допрашивать, узнают пару имён и про Совет девяти. ФБР приходят с ревизией, сорвав облаву на клуб, Вернон пытается переманить Пегги на свою сторону. Суза и Пегги дают Ханту сбежать и через «жучок» услышали, как Уитни его убивает. Джейсону Уилксу мерещится проход в мир нулевой материи. Серия перемежается флэшбэками про Уитни и Пегги. |            |                                                     |                     |                                             |                 |                     |
| 13 | 5          | «Атомная Работа» «The Atomic Job»                   | Крейг Зиск          | Линдси Аллен                                | 9 февраля 2016  | 2.66                |
| Уилкс контактирует с каплей нулевой материи и узнаёт местоположение тела Джейн Скотт. Суза делает предложение медсестре Вайлет (она согласна, но потом поймёт, что он любит Пегги). Уитни хочет повторить взрыв атомной бомбы, чтоб получить ещё материи. У Хью Джонса, одного из Совета, Пегги добывает ключ, многократно стирая ему из памяти несколько последних минут. Уитни и Чедвик договорились с Джозефом Манфреди, чтоб украсть с его завода атомную бомбу. Агенты СНР успевают увести из-под их носа урановые стержни, но во время стычки Пегги напарывается на штырь. Уилкс временами становится невидимым и всё чаще видит проход. |            |                                                     |                     |                                             |                 |                     |
| 14 | 6          | «Душа Компании» «Life of the Party»                 | Крейг Зиск          | Эрик Пирсон                                 | 16 февраля 2016 | 2.39                |
| Кэлвин Чедвик созывает Совет, чтоб продемонстрировать жену. Пегги для Уилкса хочет добыть немного нулевой материи и вызволяет из заточения Дотти Андервуд. Та пробирается на бал и из шкафа подсматривает, как Уитни уничтожает половину Совета и мужа. |            |                                                     |                     |                                             |                 |                     |
| 15 | 7          | «Чудовища» «Monsters»                               | Мэтин Хусейн        | Брэндон Истон                               | 16 февраля 2016 | 2.39                |
| Вернон безуспешно обрабатывает Дотти, но потом Уитни применяет свою способность, и Дотти всё рассказывает. Уилкс сооружает клетку, внутри которой становится «обычным» собой. Суза возится с Верноном, а остальные отправляются выручать Дотти, зная, что идут в ловушку. Уитни и Манфреди похищают Уилкса, ранив в живот жену Джарвиса – Анну. |            |                                                     |                     |                                             |                 |                     |
| 16 | 8          | «Грань Тайны» «The Edge of Mystery»                 | Мэтин Хусейн        | Брант Энглстайн                             | 23 февраля 2016 | 2.50                |
| Уитни промывает мозги Уилксу, а Пегги и Суза нагрянули к Манфреди. Джек Томпсон копает под Пегги, получив от Вернона поддельный компромат на неё. Анна после операции поправляется, но не сможет иметь детей. Говард Старк по телексу присылает характеристики, и агент-учёный Сэмберли собирает гамма-пушку для нейтрализации нулевой материи. Уилкса выменяли на поддельные стержни, но тот узнаёт, где находятся настоящие, и сбегает назад к Уитни. Томпсон раскрывает сговор Вернона с Уитни, но тот сбегает, подтерев ему память. Агенты спешат в пустыню, но плохиши успевают взорвать бомбу, Уилкса затягивает в раскол, а Уитни – нет. СНРовцы из гамма-пушки закрывают проход, Уилкс оказывается лежащим на земле. Пегги и Джарвис пленены. |            |                                                     |                     |                                             |                 |                     |
| 17 | 9          | «Маленькая Песня и Танцы» «A Little Song and Dance» | Дженнифер Гетзингер | Мишель Фазекас, Крис Дингесс и Тара Баттерс | 23 февраля 2016 | 2.50                |
| Пегги видит сон-мюзикл. Джарвис будит её, они выбираются из фургона и в пустыне выясняют отношения. Позже они отбивают фургон у людей Манфреди. Томпсон ведёт свою игру, крутя мозги агентам, Вернону, Уитни… Его цель – уничтожить плохишей без лишних заморочек, для чего втихаря он велит Сэмберли переделать гамма-пушку в бомбу. Агенты почти освободили Уилкса, но тот остаётся на заводе и выпускает из себя нулевую материю. |            |                                                     |                     |                                             |                 |                     |
| 18 | 10         | «Голливудский Конец» «Hollywood Ending»             | Дженнифер Гетзингер | Мишель Фазекас, Крис Дингесс и Тара Баттерс | 1 марта 2016    | 2.35                |
| Уилкс стал обычным, а материя всасывается в Уитни. Подоспевший Джарвис сбивает её машиной. Уитни одержима снова открыть проход и пишет уравнения. Влюбившийся в неё Джозеф Манфреди просит агентов спасти её. Пока он инсценирует перед ней допрос своего подручного, Пегги и Суза фотографируют исписанную Уитни комнату. По её расчётам Старк, Уилкс и Сэмберли сооружают генератор прохода. Томпсон в вещах Вернона находит булавку «А», оказавшуюся ключом от чего-то; он передаёт его Пегги. Уитни почувствовала открытие прохода на киностудии Старка и заявилась туда. Гамма-пушкой из неё выбили материю, а затем закрыли проход взорвав летающую машину. Манфреди навещает Уитни в психушке. Пегги не спешит возвращаться в Нью-Йорк и целуется с Сузой. Некто застрелил Томпсона и забрал компромат на Пегги. |            |                                                     |                     |                                             |                 |                     |